# Edmund Schuëcker
Edmund Schuëcker   (Viena i Àustria, 16 de novembre de 1860 - Bad Kreuznach, 9 de novembre de 1911) va ser un arpista i compositor austríac.

## Biografia
Schuëcker va estudiar amb Robert Fuchs, Franz Krenn i Antonio Zamara del 1871 al 1877 tocant l'arpa i ensenyant l'harmonia al conservatori de la "Gesellschaft der Musikfreunde" de Viena. Després va passar a ser arpista solista i va treballar en diverses orquestres. Entre d'altres, de 1877 a 1882 a l'Orquestra d'Amsterdam, de 1882 a 1883 a l'Orquestra Simfònica d'Hamburg sota la direcció d'Albert Parlow o de 1883 a 1884 a la "Royal Saxon State Orchestra" de Dresde. Des de 1884 va tocar a l'Orquestra "Gewandhaus" de Leipzig i va ensenyar al conservatori local, on entre altres alumnes tingué l'holandès Johann Snoer. El 1890 va rebre el títol honorari de virtuós de cambra del duc Ernst de Sajonia-Altenburg. El 1891 es va incorporar a la recent fundada Orquestra Simfònica de Chicago.
El juny de 1900 va ser designat per Gustav Mahler a l'Orquestra de l'Opera de Viena. Ja el 1902 va haver de renunciar a aquesta posició per motius de salut, es va traslladar a Kreuznach i es va dedicar a la composició. De 1903 a 1904 va tocar a l'Orquestra Simfònica de Pittsburgh, es va traslladar de 1904 a 1909 a l'Orquestra de Filadèlfia i el 1910 va estar actiu en l'orquestra de l'òpera metropolitana de Nova York.
Schuëcker va publicar sota el títol Els llocs més importants per a l'arpa de Richard Wagner The Ring of the Nibelung, The Mastersingers de Nuremberg i Parsifal una organització d'ajuda per a l'execució de peces d'arpa difícils a les òperes de Richard Wagner i va treballar a les actuacions de Wagner el 1903 i el 1906 al Covent Garden Opera de Londres.
Carl Reinecke va dedicar el seu concert per a l'arpa amb l'orquestra el 1884.
El germà petit de Schuëcker, Heinrich (1867-1913) també havia rebut el títol d'Antonio Zamara. Es va incorporar a la "Boston Symphony Orchestra" el 1885 com a primer arpista i va ensenyar al Conservatori de Nova Anglaterra allà. També va aparèixer com a solista en festivals de música a Worcester (Massachusetts), París i Londres.
Va tenir un fill Joseph E. Schuëcker, que va néixer el 19 de maig de 1886 a Leipzig i va morir el 9 de desembre de 1938 a Los Angeles. Com el seu pare i oncle, havia estudiat amb Alfred Zamara i es va ocupar de 1904 a 1905 i de nou de 1908 a 1909 com a arpista solista a l'Orquestra Simfònica de Pittsburgh. Després va succeir al seus Varers a l'Orquestra de Filadèlfia. De 1911 a 1913 va ser arpista en una companyia d'òpera a Boston, de 1915 a 1920 va exercir classes al "Carnegie Institute of Technology" de Pittsburgh. El 1926 es va incorporar de nou a l'Orquestra Simfònica de Pittsburgh i hi va romandre fins al 1930.

## Obres (selecció)
- Fantasia de valentia. Per a l'arpa, op. 11. Breitkopf & Härtel, Leipzig 1890 (archive.org).
- Mazurka per a arpa, op. 12. Breitkopf & Härtel, Leipzig 1890 (archive.org).
- Remembrances of Worcester: fantasia per a 2 arpes; opció 40. A: Per a l'arpa. 242B. Jul. Heinr. Zimmermann, Berlín / Leipzig 1902 (archive.org - partitures per a dues arpes, Copyright 1902 Carl Giessel jun., Bayreuth).